# Remorse
I Remorse sono una band italiana nata nel 1994 da musicisti provenienti dalle province di Padova, Venezia e Treviso. La loro musica ha subito diverse variazioni dagli esordi, passando da sonorità Punk Hardcore all'attuale inclinazione funk rock dell'ultimo album.

## Storia del gruppo
La Band nasce nel 1994 inizialmente come quartetto e debutta con il demo tape Cracker nel 1995, che li porterà alla scritturazione da lì a poco con l'etichetta Nobrain records.
Alla fine del 1998 esce il primo lavoro in studio, Handle With Care seguito da un tour con diverse date in tutta Italia di spalla alla band francese Burning Heads. Nel 2000 la band è di nuovo in tour, di supporto agli italiani Raw Power, mentre a fine del 2001 esce il secondo lavoro in studio, Balance Of Visions, album ristampato successivamente nel 2003 con l'aggiunta di alcuni pezzi live e del videoclip di Face Scored With Scars, già in rotazione dall'anno prima in network italiane e straniere. Il 2004 è l'anno di A Clown Smile album che li porterà alla firma con la canadese Sudden Death Records. Nel 2006 la band effettua un secondo cambiamento di line- up (il primo, avveniva alla fine del 2000) e A Clown Smile viene ristampato dall'etichetta inglese Built to Last, con l'aggiunta di alcune bonus tracks.
Nel 2009 esce l'ultimo lavoro in studio della band Commutarte per l'etichetta Hot Steel Records, interamente cantato in italiano e assestato su sonorità vicine al funk-alternative-rock. Marzo 2014 esce Buone Nuove Dal Male album che vede anche la partecipazione in due soli di Tommy Massara degli Extrema

## Formazione attuale
- Daniele Zabeo (16 novembre 1977) - voce, basso elettrico
- Samuele Favaro (25 agosto 1974) - chitarra, voce
- Riccardo Cavicchiolo (2 settembre 1983) - batteria

## Discografia
- 1998 - Handle With Care (Nobrain Rec.)
- 2001 - Balance Of Visions (Nobrain Rec.) Ristampato nel 2003 per Sana Rec.
- 2004 - A Clown Smile (Sana Rec./Sudden Death Rec.) ristampato nel 2007 per Built to Last Rec.
- 2009 - Commutarte (Hot Steel Rec.)
- 2014 - Buone Nuove Dal Male (Hot Steel Rec.)